# James Rachels
James Rachels (Columbus, 30 maggio 1941 – Birmingham, 6 settembre 2003) è stato un filosofo statunitense.
La sua principale occupazione è stata la filosofia morale, campo in cui era considerato una fra le più alte autorità contemporanee.

## Biografia
Laureatosi alla Mercer University (Georgia) nel 1962, Rachels ottenne cinque anni dopo il Ph.D. alla University of North Carolina at Chapel Hill, con i professori W. D. Falk and E. M. Adams. Iniziò poi ad insegnare presso diverse università, fra cui la University of Richmond, la New York University, la University of Miami, la Duke University, e la University of Alabama at Birmingham; in quest'ultima insegnò per 25 anni, prima di terminare la propria carriera.
Nel 1971 diede alle stampe un saggio intitolato Ethical Problems, in cui affrontava temi pratici di etica e di morale. L'opera, scritta, come tutti i suoi libri, in uno stile semplice e di facile comprensione anche ai lettori non specialistici, vendette 100 000 copie e venne ristampata tre volte. Nel 1975, un suo articolo intitolato Active and passive euthanasia apparve invece sul New England Journal of Medicine. L'articolo, che venne ristampato più di 300 volte, è un'analisi etica sul tema dell'eutanasia, e sulla distinzione fra eutanasia passiva (interruzione delle cure e dei supporti vitali ai malati terminali) ed attiva (la somministrazione di farmaci letali in pazienti che lo richiedano). Il filosofo perora la tesi secondo cui non vi sia in effetti differenza, né su un piano morale, né su un piano razionale, fra i due tipi di eutanasia. Tesi simili vennero riprese anche nel suo libro successivo, The End of Life (pubblicato in lingua italiana con il titolo La fine della vita del 1986, poi ristampato come Quando la vita finisce).
Nel 1990 pubblica Created from Animals (in italiano Creati dagli animali), opera in cui analizza i risvolti morali ed etici della teoria della selezione naturale ed in generale dell'evoluzionismo darwiniano. Sfidando la scuola di pensiero tradizionale, che vuole che la teoria dell'evoluzione non abbia implicazioni al di fuori delle scienze naturali, e muovendosi sul filo del rasoio della "ghigliottina di David Hume" (il principio per cui non si possono derivare conclusioni etiche dalla semplice osservazione dei fatti), Rachels analizza così quelli che sono i fondamenti della morale tradizionale, cristiana ed occidentale, alla luce della teoria darwiniana. Il filosofo giunge così a descrivere una propria etica, priva delle pretese antropocentriche o religiose che considerano l'uomo l'unico essere degno di considerazione morale, ed unico beneficiario di diritti morali e civili, tesi che vengono confutate dimostrando come l'uomo non sia diverso, in genere, dagli altri animali (in particolare dagli altri mammiferi) per nessun aspetto eticamente rilevante. Dalla sua analisi emerge perciò una nuova etica, improntata a tesi antispeciste ed utilitariste, con risvolti anche drastici in merito a questioni che riguardano i diritti animali (ad esempio il diritto a non essere sfruttati, o a non subire torture di nessun genere) ed umani (ad esempio, il diritto utilitaristico all'eutanasia).
Nel 1997 venne pubblicata Can Ethics Provide Answers?, la sua prima raccolta di saggi, a cui seguirà una seconda, The Legacy of Socrates, pubblicata postuma. L'opera però forse meglio conosciuta di Rachels è Elements of Moral Philosophy. Giunto alla sua quinta edizione, questa introduzione alla filosofia morale tratta diversi problemi di etica, allacciandosi anche a tematiche che riguardano la psicologia, e risulta anche particolarmente fruibile dal grande pubblico, e per il suo stile semplice, e per la presenza di esempi immediati atti a chiarire anche le questioni filosofiche più complesse; tale fruibilità è anche attestata dallo straordinario successo di vendite che il libro ha avuto, con oltre mezzo milione di copie vendute.
Nel 2003, poco prima di morire, pubblicò un ultimo libro, Problems From Philosophy, un'introduzione alla filosofia anch'essa pensata per un pubblico non-specialistico.
James Rachels è morto di cancro il 6 settembre 2003.

## Tesi dell'equivalenza
La cosiddetta tesi dell'equivalenza (o tesi dell'unica differenza) relativa al tema dell'eutanasia passiva e attiva è illustrata dal filosofo nell'opera Quando la vita finisce con il seguente ipotetico esempio limite:
"Smith erediterà una grossa somma se accadrà una disgrazia a suo cugino di sei anni. Una sera mentre il bambino fa il bagno, Smith si introduce furtivamente nella stanza e lo affoga e poi sistema le cose in modo da far sembrare tutto un incidente. Nessuno lo scopre ed egli ottiene l'eredità.
Anche Jones erediterà una somma se accadrà una disgrazia a suo cugino di sei anni. Come Smith, Jones agisce furtivamente per pianificare la morte del bambino affogandolo nella vasca. Tuttavia, appena entra in bagno, Jones vede il bambino scivolare e battere la testa, cadendo con la faccia in giù nell'acqua della vasca. Jones è compiaciuto e se ne sta lì in piedi pronto a spingere la testa del bambino nell'acqua se fosse ancora necessario; ma non lo è. Agitandosi solo per poco, il bambino annega da sé, accidentalmente, e Jones lo osserva senza intervenire. Nessuno se ne accorge a anche Jones ottiene la sua eredità."
In entrambi i casi l'esito è la morte del bambino e l'unica differenza sta nei dettagli dei comportamenti di Smith e Jones. La non-azione di Jones appare come un comportamento altrettanto attivo. Le due condotte verrebbero agevolmente considerate ugualmente colpevoli e biasimevoli senza che alcuna differenza sussista, in termini di gravità, tra Smith che uccide e Jones che lascia morire, dato che tutti e due sono oggettivamente responsabili della morte del bambino. Presentando la storiella, il filosofo fa esprimere al lettore un giudizio morale di condanna identico per due condotte diverse nell'agire ma uguali per conseguenze (e intenzioni). La differenza tra le due condotte e la somiglianza dell'esito sono paragonabili a quelle di un caso in cui due medici praticassero, uno un'eutanasia passiva (rifiuto dell'accanimento terapeutico), l'altro un'eutanasia attiva. Se dunque viene spontaneo, secondo Rachels, al comune lettore giudicare allo stesso modo Smith e Jones, segue che neanche nelle pratiche del "lasciar morire" e del "dare la morte" ci sia alcuna differenza moralmente rilevante. L'argomento dell'equivalenza sembra efficace proprio perché mette in rilievo come siano le conseguenze su chi subisce l'azione (l'ipotetico bambino) ad essere rilevanti per il giudizio che si dà del grado di moralità (o immoralità) di un atto.

## Per una nuova "sacralità della vita"
Rachels è noto, in bioetica, anche per aver proposto una nuova accezione dell'espressione "sacralità della vita", avulsa da ogni riferimento religioso o metafisico. A suo avviso "la sacralità della vita dovrebbe essere interpretata come protezione delle vite in senso biografico, e non puramente in senso biologico". Secondo Rachels è necessario distinguere tra essere vivi - tipico di ogni essere vivente - e avere una vita che, invece, è proprio delle persone, le quali vivono una particolare "biografia", cioè una particolare storia esistenziale e morale. La "vita biografica" è la "somma delle nostre aspirazioni, decisioni, attività, progetti e relazioni umane", ed è solo questa la morte che non si deve causare, poiché se ciò che rimane della vita umana è solo la componente biologica, quest'ultima diventerebbe solo un peso insopportabile, l'eliminazione del quale sarebbe eticamente auspicabile.

## Opere
- Ethical Problems, 1971
- Quando la vita finisce, Edizioni Sonda, 2007, ISBN 88-710-6011-3 (titolo originale End of Life)
- Creati dagli animali, Edizioni di Comunità, Milano, 1996, ISBN 88-245-0513-9 (titolo originale Created by animals)
- The elements of moral philosophy, Temple University Press, 1989
- Can Ethics Provide Answers?, Rowman and Littlefield,   1997
- Problems From Philosophy, McGraw-Hill, 2003
- The Legacy of Socrates, Columbia University Press, 2007